# Фінансова система
Фіна́нсова систе́ма — це сукупність урегульованих фінансово-правовими нормами окремих ланок фінансових відносин і фінансових установ, за допомогою яких держава формує, розподіляє і використовує централізовані і децентралізовані грошові фонди. Фінансова система виникла разом з появою держави і нерозривно зв'язана з її функціонуванням. За допомогою фінансової системи держава нагромаджує та використовує кошти для утримання свого апарату, а також спрямовує їх на виконання своїх функцій. Фінансова система охоплює грошові відносини між державою і підприємствами та організаціями, державою і населенням, між підприємствами і всередині них.
Основними елементами фінансової системи є: загальнодержавні фінанси; місцеві фінанси; фінанси суб'єктів господарювання усіх форм власності; фінанси невиробничої сфери діяльності; фінанси населення; фінансовий ринок; фінансова інфраструктура.
Говорячи про фінансовий порядок, ми маємо на увазі злагодженість, режим, послідовність, організацію та наявність цілеспрямованого взаємозв’язку елементів, що складають фінансову систему; безліч елементів будь-якої природи, між котрими існують стійкі (регулярні) фінансово-економічні відносини, що повторюються в просторі або часі або у тому й тому. 
Під інституційним порядком фінансової сфери можна розуміти дотримання звичаїв, традицій, формальних правил економічної координації в ході ведення фінансової діяльності та своєчасне виконання відповідних законів, покликаних посилити фінансовий порядок.